# Кобилін (гміна)
Гміна Кобилін (пол. Gmina Kobylin) — місько-сільська гміна у північно-західній Польщі. Належить до Кротошинського повіту Великопольського воєводства.
Станом на 31 грудня 2011 у гміні проживало 8202 особи.

## Територія
Згідно з даними за 2007 рік площа гміни становила 112.37 км², у тому числі:
- орні землі: 80.00%
- ліси: 11.00%

Таким чином, площа гміни становить 15.73% площі повіту.

## Населення
Станом на 31 грудня 2011:
| Опис     | Загалом | Загалом | Чоловіки | Чоловіки | Жінки | Жінки |
| -------- | ------- | ------- | -------- | -------- | ----- | ----- |
| одиниця  | осіб    | %       | осіб     | %        | осіб  | %     |
| все      | 8202    | 100     | 4119     | 50.22    | 4083  | 49.78 |
| міське   | 3251    | 100     | 1605     | 49.37    | 1646  | 50.63 |
| сільське | 4951    | 100     | 2514     | 50.78    | 2437  | 49.22 |

## Сусідні гміни
Гміна Кобилін межує з такими гмінами: Здуни, Козьмін-Велькопольський, Кротошин, Пемпово, Поґожеля, Ютросін.